# Gustaf Hedström
Denna artikel handlar om skådespelaren och sångaren Gustaf Hedström. För politikern, se Gustaf Hedström i Sörböle.
Gustaf Hedström, född 30 januari 1884 i Töreboda, död 2 april 1957 i Gustav Vasa församling i Stockholm, var en svensk operettsångare, skådespelare och sång- och talpedagog.
Han var från 1917 gift med operettsångerskan och skådespelaren Hortensia Hedström. Han verkade som sång och talpedagog från 1921. Makarna Hedström är gravsatta på Östra kyrkogården i Göteborg.

## Filmografi
- 1932 – Hans livs match
- 1938 – Svensson ordnar allt!
- 1939 – Landstormens lilla Lotta
- 1940 – Blyge Anton
- 1940 – Beredskapspojkar
- 1940 – Snurriga familjen
- 1940 – Kyss henne!
- 1941 – I natt - eller aldrig
- 1941 – Bara en kvinna
- 1941 – Den ljusnande framtid
- 1941 – Det sägs på stan
- 1941 – Dunungen
- 1941 – Göranssons pojke
- 1941 – Lärarinna på vift
- 1941 – Soliga Solberg
- 1941 – Striden går vidare
- 1942 – Det är min musik
- 1942 – Doktor Glas
- 1942 – En trallande jänta
- 1942 – General von Döbeln
- 1942 – Jacobs stege
- 1942 – Man glömmer ingenting
- 1942 – Olycksfågeln nr 13
- 1942 – Sexlingar
- 1942 – Tre skojiga skojare
- 1942 – Ungdom i bojor
- 1943 – Aktören
- 1943 – Brödernas kvinna
- 1943 – Kungsgatan
- 1943 – Katrina
- 1944 – Appassionata
- 1944 – Hets
- 1944 – Kejsarn av Portugallien
- 1944 – Klockan på Rönneberga
- 1944 – Mitt folk är icke ditt
- 1944 – Räkna de lyckliga stunderna blott
- 1944 – Vi behöver varann
- 1944 – Örnungar
- 1945 – Den allvarsamma leken
- 1945 – Idel ädel adel
- 1945 – Maria på Kvarngården
- 1945 – Resan bort
- 1946 – Eviga länkar
- 1946 – Försök inte med mej ..!
- 1946 – Iris och löjtnantshjärta
- 1946 – Kris
- 1947 – Folket i Simlångsdalen
- 1947 – Kvarterets olycksfågel
- 1947 – Stackars lilla Sven
- 1947 – Två kvinnor
- 1949 – Hin och smålänningen
- 1950 – Sånt händer inte här
- 1952 – Blondie, Biffen och Bananen
- 1953 – Kungen av Dalarna
- 1954 – Seger i mörker
- 1956 – Sången om den eldröda blomman